# Naranjal, Ecuador
Naranjal är en ort i Ecuador.   Den ligger i provinsen Guayas, i den sydvästra delen av landet, 300 km söder om huvudstaden Quito. Naranjal ligger 25 meter över havet och antalet invånare är 32 045.
Terrängen runt Naranjal är platt åt nordväst, men åt sydost är den kuperad. Runt Naranjal är det ganska glesbefolkat, med 48 invånare per kvadratkilometer. Det finns inga andra samhällen i närheten. I omgivningarna runt Naranjal växer i huvudsak städsegrön lövskog.